# Weichai Holding Group
Weichai Holding Group Company Limited (кит. упр. 潍柴控股集团有限公司, «Вэйчай Холдинг Груп») — китайская государственная холдинговая группа, которая проектирует и производит комплектующие и запасные части для автомобилей, строительной и сельскохозяйственной техники, морских судов (в первую очередь дизельные двигатели и коробки передач), а также автобусы, грузовые и легковые автомобили, погрузчики, складские системы, люксовые яхты, оборудование для энергетики, гидравлические насосы и топливные элементы. Штаб-квартира Weichai Holding Group расположена в городе Вэйфан провинции Шаньдун, дочерние структуры и производственные мощности базируются в Китае, Франции, Италии, Германии, Великобритании, США, Канаде, Индии, Таиланде, Белоруссии и России.
Главным активом Weichai Holding Group является компания Weichai Power Company Limited, акции которой котируются на Гонконгской и Шэньчжэньской фондовых биржах (входит в число ста крупнейших публичных компаний Китая). По состоянию на 2019 год выручка Weichai Power составляла 24 млрд долл., прибыль — 1,3 млрд долл., активы — 30,7 млрд долл., рыночная стоимость — 14,4 млрд долл., в компании работало свыше 42 тыс. сотрудников.     

## История
В 1946 году в городе Вэйхай было основано предприятие, которое производило винтовки и ремонтировало пароходы. В 1948 году компания переехала в соседний Вэйфан, где наладила производство небольших дизельных двигателей. В 1953 году компанию переименовали в Weifang Diesel Engine Works и подчинили Первому министерству машиностроительной промышленности (оно отвечало за производство станков и двигателей). С 1955 года завод начал производить судовые двигатели по чешской лицензии. В 1970-х годах, наряду с двигателями для судов, завод в Вэйфане разрабатывал дизельные двигатели для китайских танков. 
В 1984 году Weifang Diesel Engine Works начал выпускать двигатели для грузовиков по лицензии австрийской компании Steyr-Daimler-Puch, с 2000 года начал производить двигатели для строительной техники. В 2002 году на базе наиболее ликвидных активов группы (производство дизельных двигателей для грузовиков, тракторов, автобусов, морских и речных судов, а также коробок передач, осей и электроники) была основана акционерная компания Weichai Power. В 2003 году Weichai Power создала Европейский научно-исследовательский центр, который тесно сотрудничает с австрийской инженерной компанией AVL.   
В 2004 году компания Weichai Power вышла на Гонконгскую фондовую биржу. В 2005 году Weichai Power начала производство двигателей стандарта Euro III и приобрела компанию Torch Group, которая специализировалась на производстве свечей зажигания, коробок передач и осей для грузовиков. В 2007 году Weichai Power и Weichai Heavy Machinery стали котироваться на Шэньчжэньской фондовой бирже. С 2009 года Weichai Holding Group приступила к скупке зарубежных машиностроительных активов. Начало зарубежной экспансии положила покупка в январе 2009 года французского производителя судовых двигателей Moteurs Baudouin. Кроме того, в декабре 2009 года компания Weichai Power приобрела производителя дизельных двигателей Yangzhou Diesel Engine из города Янчжоу.
В январе 2012 года Weichai Holding Group купила и провела реструктуризацию итальянской компании Ferretti Group — крупнейшего в мире производителя яхт класса люкс. В марте 2012 года Weichai Power полностью поглотила производителя автомобилей Chongqing Jialing. В сентябре 2012 года Weichai Power подписала соглашение о стратегическом сотрудничестве с немецкой компанией KION Group — ведущим мировым производителем погрузчиков и лидером в области гидравлических технологий. Материнская компания Shandong Heavy Industry приобрела 25 % акций KION Group и 70 % в её гидравлическом подразделении Linde Hydraulics.
В 2013 году Weichai Power стала глобальным спонсором гоночной команды Ferrari.

## Продукция
Продукция Weichai Holding Group продаётся как в Китае, так и экспортируется в более чем 110 стран мира. Её обслуживают и ремонтируют более 5000 авторизованных сервисных станций в Китае и более 500 станций за рубежом.
Предприятия, входящие в состав Weichai Holding Group, производят двигатели для грузовых и легковых автомобилей, автобусов, строительной, сельскохозяйственной и складской техники, морских судов и электростанций, а также автомобильные комплектующие (коробки передач, оси, свечи зажигания, шестерни, поршни, фары и лампы), грузовые и лёгкие коммерческие автомобили, автобусы, погрузчики, автоматизированные складские системы, электромоторы, генераторы, насосы, клапаны, инструменты, топливные элементы и яхты класса люкс.

## Структура
Weichai Holding Group имеет шесть основных направлений деятельности: двигатели, коммерческие автомобили, строительная техника, логистическое оборудование, элитные яхты, финансы и услуги. Семь дочерних компаний группы котируются на фондовых биржах. Крупнейшим акционером Weichai Holding Group является государственный холдинг Shandong Heavy Industry Group (Цзинин), которому также принадлежат компания Shantui Construction Machinery (крупнейший в Китае производитель бульдозеров, экскаваторов, дорожных катков и другой строительной техники) и компания Asiastar Bus (производитель автобусов). 

### Китайские дочерние компании
- Weichai Power (Вэйфан) основана в 2002 году, акции котируются на Гонконгской фондовой бирже, производит дизельные, бензиновые и газовые двигатели внутреннего сгорания, электромоторы, комплектующие и запчасти для автомобилей[12].
- Weichai Heavy Machinery (Вэйфан) с 1998 года котируется на Шэньчжэньской фондовой бирже, производит дизельные двигатели для судов, буровых платформ, насосов и электроэнергетики, генераторы и другие комплектующие[15][16][17].
- Lovol Heavy Industry (Вэйфан, Циндао и Тяньцзинь) производит сельскохозяйственную и дорожно-строительную технику[18].
- Shaanxi Heavy-Duty Motor Company (Сиань) производит грузовые автомобили, автобусы и лёгкие коммерческие автомобили (в том числе под марками Shacman, Nissan и MAN), а также двигатели (совместно с американской компанией Cummins)[19].
- Shaanxi Fast Auto Drive Group (Сиань, Баоцзи и Сяньян) производит автоматические коробки передач, шестерни и другие комплектующие[20].
- Shaanxi Hande Axle (Сиань и Баоцзи) была основана в 2003 году, производит автомобильные оси, мосты, редукторы и другие комплектующие[21].
- Asiastar Bus (Янчжоу и Сямынь) производит дизельные и электрические автобусы[22].
- Yangzhou Diesel Engine (Янчжоу) производит дизельные двигатели[23].
- Shengda Special Vehicles (Янчжоу) производит санитарные, мусорные и дорожно-строительные автомобили, эвакуаторы, прицепы и запчасти[24].
- Zhuzhou Gear (Чжучжоу) производит шестерни и другие комплектующие[25].
- Zhuzhou Torch Spark Plug (Чжучжоу) производит свечи зажигания и другие комплектующие[26].
- Weichai Automotive (Цзянцзинь, Чунцин) производит легковые автомобили под марками Enranger и VGV[27].
- Weichai Power International Development (Гонконг) управляет зарубежными операциями группы.

### Зарубежные дочерние компании
- KION Group (Франкфурт-на-Майне) производит промышленные погрузчики.
- Linde Hydraulics (Ашаффенбург) производит гидравлические насосы и двигатели, электромоторы, клапаны, роторные приводы и контрольно-измерительные системы[28].
- Moteurs Baudouin (Кассис) производит двигатели для морских судов и строительной техники[29].
- Ferretti Group (Форли) производит моторные и парусные яхты, а также пограничные и спасательные катера[30].
- Dematic (Атланта) производит автоматизированные складские системы.
- Power Solutions International (Вуд-Дейл) производит газовые промышленные двигатели.
- Sirius Power Holdings производит твердооксидные топливные элементы.
- Ballard Power Systems (Бернаби) производит водородные топливные элементы.

### Научно-исследовательские учреждения
Научно-исследовательские центры Weichai Holding Group расположены в городах Вэйфан, Шанхай, Сиань, Чунцин и Янчжоу, а также в Сингапуре, США (Чикаго), Германии (Висбаден), Италии (Форли), Франции (Кассис), Индии (Пуна) и Японии. Важнейшими учреждениями являются: 
- Государственная лаборатория надёжности двигателей
- Национальный инженерно-технологический исследовательский центр двигателей для коммерческих автомобилей
- Проектно-исследовательский институт Fast Auto Drive (Сиань)
- Национальный инновационный стратегический альянс новых силовых систем для коммерческих автомобилей
- Европейский научно-исследовательский центр Weichai

Weichai Holding Group тесно сотрудничает с ведущими китайскими университетами — Шаньдунским (Цзинань), Цзилиньским (Чанчунь), Чжэцзянским (Ханчжоу), Тяньцзиньским, Тунцзи (Шанхай) и Цинхуа (Пекин).